# Lorenzo Cerdá
Lorenzo Cerdá Bisbal (n. Pollensa, Mallorca; 1862-f. Palma de Mallorca; 1955) fue un pintor español.
Pintó el paisaje mallorquín, sobre todo la zona norte de Mallorca utilizando un alto sentido académico. Estudió en La Academia de Bellas Artes de Palma de Mallorca y en La Academia de Bellas Artes de San Fernando (Madrid). También amplió estudios en Roma (1885-1886), donde fue discípulo de Joaquín Sorolla y Mariano Benlliure. Obras suyas de esta época son: Cap de vell (1884) y Home nu (1886), las dos expuestas en el palacio del Consejo Insular de Mallorca. En Italia también pinta la obra premiada en la Exposición Universal de Barcelona y titulada Foners balears (museo de Edimburgo). 

## Estilo
Fue un autor de estilo realista y academicista, muy influido por Joaquín Sorolla.